# Kasernenviertel

Das Regensburger Kasernenviertel

Das Kasernenviertel ist der Stadtbezirk 11 von Regensburg.

## Geografie

### Geografische Lage
Das Kasernenviertel liegt auf einer Höhe von 340 m ü. NN auf einer Fläche von 3,44 km².

### Ausdehnung des Stadtbezirks
Der Stadtbezirk Kasernenviertel liegt südöstlich der Innenstadt zwischen der Bahnlinie Regensburg – München/Passau im Norden und Osten sowie der Bundesautobahn 3 Regensburg – Passau im Süden.

### Nachbarbezirke
- Burgweinting-Harting
- Galgenberg
- Innenstadt
- Oberisling-Graß
- Ostenviertel

### Stadtbezirksgliederung
Der seit 1954 statistisch erfasste Stadtbezirk Kasernenviertel gliedert sich in die Unterbezirke Ostpark (11.01), Burgunderstraße – Napoleonstein (11.02) und Kasernenviertel – Benzstraße (11.03). Dem gesamten Stadtbezirk ist einheitlich die Postleitzahl 93053 zugeordnet.

## Geschichte

### Kasernen
Seinen Namen verdankt das Viertel seiner bis in das 19. Jahrhundert zurückreichenden militärisch geprägten Geschichte, die auch Niederschlag gefunden hat in zahlreichen Straßenbezeichnungen, die nach militärhistorisch bedeutenden Persönlichkeiten, historischen Schlachten sowie weiteren Begriffen aus dem Bereich des Militärwesens benannt sind:
- Admiral-Hipper-Straße – Admiral-Scheer-Straße – Graf-Spee-Straße – Graf-Zeppelin-Straße – Hornstraße – Kleiberstraße – Leublfingstraße – Mackensenstraße – Prinz-Rupprecht-Straße – Safferlingstraße – Tillystraße – Von-Reiner-Straße – Von-Seeckt-Straße – Zollerstraße
- Arrasstraße – Saint-Mihiel-Straße – Sommestraße – Verdunstraße
- Elferstraße – Kavalleriestraße – Reiterstraße – Rösselsteig – Schimmelweg

Aufgrund der staatlicherseits angespannten Finanzlage war die Bayerische Armee in der ersten Hälfte des 19. Jahrhunderts gezwungen, bei der Unterbringung ihrer Soldaten u. a. auf die Nutzung säkularisierter Klostergebäude zurückzugreifen. Für das in Regensburg stationierte 4. Infanterieregiment (seit dem Übergang Regensburgs an Bayern 1810) und 11. Infanterieregiment (seit 1851) wurden daher das ehemalige Minoriten-Kloster am Dachauplatz, das ehemalige Augustiner-Kloster am Neupfarrplatz sowie das ehemalige Notre-Dame-Kloster in Stadtamhof in behelfsmäßige Kasernen umgewandelt, die freilich den militärischen Anforderungen nicht gerecht werden konnten und im Fall der Minoriten-Kaserne bereits erweitert werden mussten (Neue Kaserne). Auf lange Sicht war das Kapazitätsproblem nur durch die Errichtung entsprechender Kasernenneubauten außerhalb der Innenstadt zu lösen.

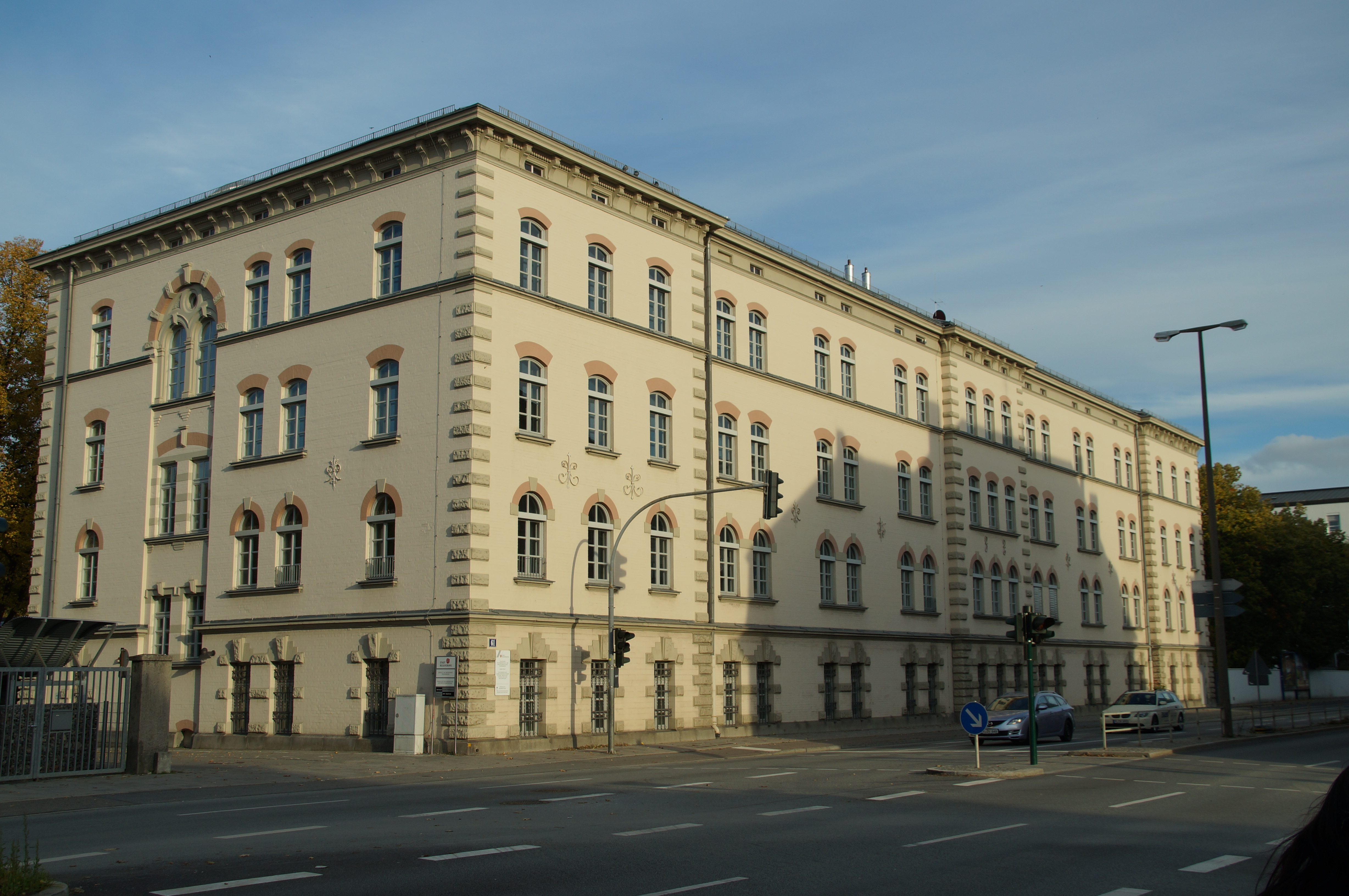
Ehemalige Infanterie-Kaserne
Im Jahr 1891 wurde daher auf einem weitläufigen Grundstück zwischen der in südöstlicher Richtung stadtauswärts verlaufenden Landshuter Straße und der Bahnlinie Regensburg – München/Passau mit dem Bau der neuen, zunächst aus zwei Halbbataillonskasernen bestehenden Infanterie-Kaserne begonnen. Das Grundstück bot sich besonders wegen der geringen Entfernung zum östlich gelegenen Exerzierplatz Irler Höhe sowie zur Schießanlage im Frauenholz an. Aufgrund der damals allgemein bei den Infanterieregimentern errichteten vierten Bataillone und besonders nach der Verlegung des 3. Bataillons des 11. Infanterieregiments nach Regensburg im Jahr 1896 war die neue Kaserne jedoch schon bald nach Fertigstellung erweiterungsbedürftig. In mehreren Bauabschnitten vergrößerte sich das militärische Areal der Infanterie-Kaserne bis 1918 auf insgesamt 9 ha und beinhaltete schließlich folgende Einrichtungen:
- 4 Halbbataillonskasernen, Verwaltungsgebäude, 2 Nebengebäude, Patronenhaus, Tonnenwagenschuppen, Magazin- und Fahrzeuggebäude, 2 Verheirateten-Wohngebäude, Proviantamt, Pferdestall, Fahrzeugremise, Büchsenmacherwerkstätte, Beschlagschmiede, 2 MG-Kompanie-Mannschaftshäuser, Fachwerksbaracke

Auch nach der Auflösung der Bayerischen Armee im Jahr 1919 behielt die Regensburger Infanterie-Kaserne, die ab 1938 zur Erinnerung an das 11. Infanterieregiment in Von der Tann-Kaserne umbenannt wurde, für die Truppen der Reichswehr und Wehrmacht seine bisherige Funktion, Teile wurden auch der Bayerischen Landespolizei zu Unterkunftszwecken überlassen. Seit dem Zweiten Weltkrieg werden die vier in Sichtklinkerbauweise errichteten, heute denkmalgeschützten Halbbataillonskasernen für behördliche Zwecke genutzt (Sozialgericht, Zentrum Bayern: Familie und Soziales, Wasserwirtschaftsamt, Fachoberschule). Der einstmals geschotterte Kasernenhof wurde begrünt und dient heute als Ostpark der Bevölkerung zur Erholung.
Ehemalige Kavallerie-Kaserne
Die im Jahr 1906 seitens des Kriegsministeriums getroffene Entscheidung, das 2. Chevaulegersregiment in Regensburg zu stationieren, machte den Neubau einer entsprechenden Kaserne nötig. Daher wurde 1908 auf einem 9 ha großen Grundstück südwestlich der bereits bestehenden Infanterie-Kaserne auf der gegenüberliegenden Seite der Landshuter Straße mit dem Bau der neuen, zunächst für 4 Eskadronen ausgelegten Kavallerie-Kaserne begonnen. Das in zwei Bauabschnitten bis 1915 errichtete militärische Areal beinhaltete schließlich folgende Einrichtungen:
- Stabsgebäude, 2 Doppeleskadronskasernen, Eskadronskaserne, Verheirateten-Wohngebäude, Offizierskasino, Wirtschaftsgebäude, Feldfahrzeugschuppen, Feuerlöschgeräteschuppen, Pionierschuppen, Krümperschuppen, Beschlagschmiede, 5 Eskadronsstallungen, Krankenstall, Reithaus, Doppelreithaus, Offizierspferdestall, Patronenhaus, Fußexerzier- und Reitplatz mit Reitbahn, Sprunggarten, 2 Turnplätze

Wie die benachbarte Infanterie-Kaserne beherbergte auch die Regensburger Kavallerie-Kaserne, die ab 1938 zur Erinnerung an das 11. Infanterieregiment in Camps des Romains-Kaserne umbenannt wurde, bis zum Ende des Zweiten Weltkrieges verschiedenste Truppenteile der Reichswehr, Bayerischen Landespolizei und Wehrmacht. Während eine Doppeleskadronskaserne bereits während des Krieges zerstört wurde, werden die übrigen Kasernen heute zivil genutzt. Das ehemalige Mannschaftshaus ist heute Sitz einer Verkehrspolizeiinspektion, die Stallungen wurden abgebrochen.

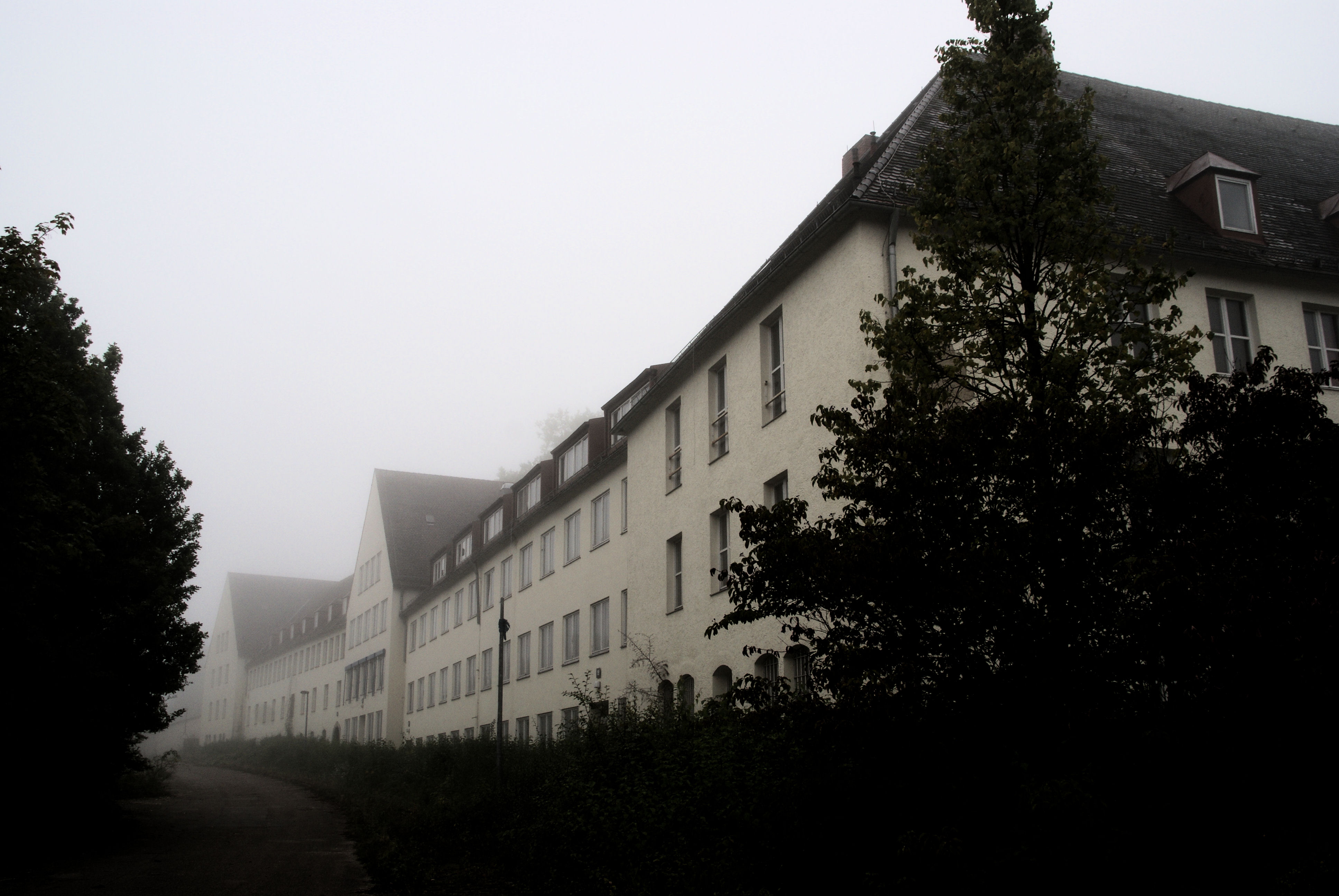
Ehemalige Nibelungenkaserne

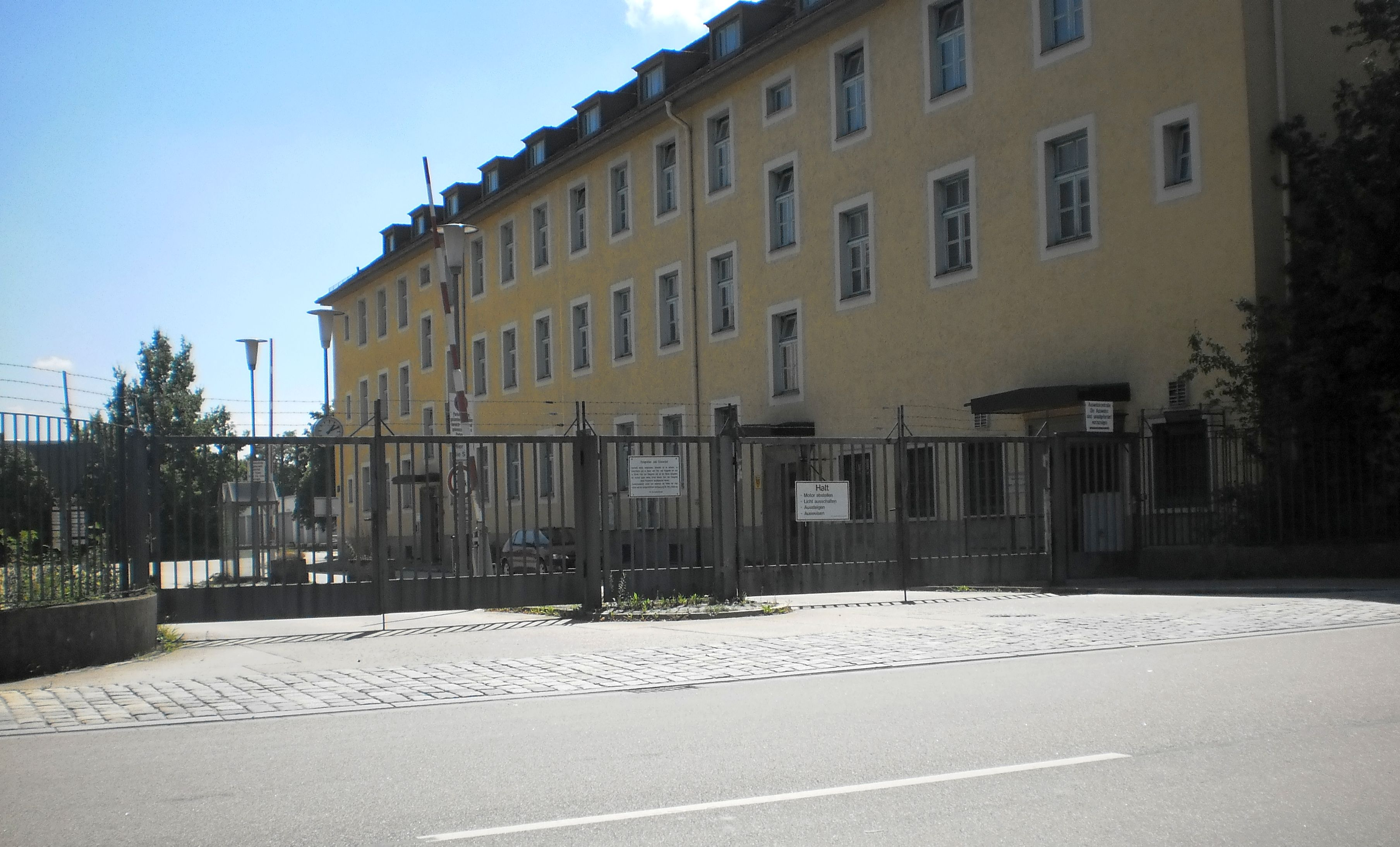
Der (verwaiste) Haupteingang der Prinz-Leopold-Kaserne in Regensburg im Jahre 2010

Bajuwarenkaserne – Nibelungenkaserne – Pionierkaserne – Rafflerkaserne – Prinz-Leopold-Kaserne
Die Infanterie-Kaserne und Kavallerie-Kaserne wurden ab den 1930er Jahren von größeren weiter südlich und westlich gelegenen Kasernenkomplexen abgelöst.
Es entstanden die vier Kasernenneubauten Artillerie-Kaserne (später Ritter-von-Speck-Kaserne), Pionier-Kaserne (später Ritter-von-Dostler-Kaserne), Nibelungenkaserne (westlich des Kasernenviertels im Stadtbezirk 12 Galgenberg) und Rafflerkaserne. Zuletzt wurde nach 1945 noch die Bajuwarenkaserne für die Bundeswehr errichtet. Die Nibelungenkaserne war bis in die 1960er Jahre als 'Fort Skelly' von der US Army belegt, ebenso wie die Pionier-Kaserne, deren US-Nutzung in den 1980er Jahren endete.
Infolge interner Umstrukturierungen im Rahmen der Bundeswehrreform und der damit verbundenen Freigabe von Immobilien und Grundstücken konnten größere Bereiche der Kasernen seit den 1990er Jahren einer neuen zivilen Nutzung zugeführt werden. Dies beinhaltete zum einen die Auflösung der Rafflerkaserne (nördlich der Bajuwarenkaserne): Die Gebäude wurden nach umfangreichen Renovierungs- und Umbaumaßnahmen teilweise in ein Behördenzentrum umgewandelt, auf den Freiflächen wurden neue Wohnquartiere errichtet. Im Jahr 2006 erfolgte der Abriss des nördlichen Abschnitts der Pionierkaserne, um Platz für ein neues Facharztzentrum und eine zentrale Notaufnahme des Krankenhauses St. Josef zu schaffen. Die Stadt Regensburg versucht auf diese Weise, die durch die geschlossenen Militärbereiche ursprünglich voneinander getrennten Wohnquartiere besser zu vernetzen und das Viertel dadurch zunehmend städtebaulich aufzuwerten. Die Nibelungenkaserne wurde 2010 aufgegeben und im Zuge der Konversion im Jahr 2014 abgerissen. Auf einem Teil des Geländes der Bajuwarenkaserne wurde eine Erstaufnahmeeinrichtung für Asylbewerber errichtet, die am 30. März 2017 eröffnet wurde.

### Religionen
Am 31. Dezember 2007 waren 57,4 % der Bevölkerung des Kasernenviertels römisch-katholisch, 14,4 % evangelisch (ohne Freikirchen) und 28,2 % einer anderen Konfession zugehörig bzw. konfessionslos. Das Kasernenviertel zeichnet sich damit durch einen verglichen mit der Gesamtstadt unterdurchschnittlich hohen Anteil christlicher Bevölkerung sowie den (nach dem Ostenviertel) zweithöchsten Anteil aller Stadtbezirke Regensburgs bzgl. nicht-christlicher Bevölkerung aus.

#### Christentum
- evangelisch-lutherische Kirchengemeinde St. Matthäus
- römisch-katholische Kirchengemeinde St. Albertus Magnus
- römisch-katholische Kirchengemeinde St. Anton

#### Islam
- Islamisch Arabischer Kulturverein e. V.

### Eingemeindungen
Zwischen 1972 und 1983 kam es insbesondere im Zuge der Gebietsreform zu Gebietserweiterungen, wodurch sich die Fläche des Stadtbezirkes um 58 ha vergrößerte.

### Einwohnerentwicklung
Am 31. Dezember 2007 betrug der Anteil der Bevölkerung des Kasernenviertels an der der Gesamtstadt Regensburg 9,1 %. Stieg die Einwohnerzahl bis Anfang der 1960er Jahre auf über 16.700, nahm sie bis zum Jahr 2000 in mehreren Phasen ab. Seitdem steigt sie wieder kontinuierlich an und betrug am 31. Dezember 2007 13.233 Einwohner bei einer Bevölkerungsdichte von 3.847 Einwohnern je km². Mit einem Ausländeranteil von 14,3 % zeichnet sich die Bevölkerung des Kasernenviertels durch einen verglichen mit der Gesamtstadt überdurchschnittlich hohen Ausländeranteil sowie den (nach dem Ostenviertel) zweithöchsten Anteil aller Stadtbezirke Regensburgs bzgl. ausländischer Bevölkerung aus.

## Politik

### Stadtrat
Aus dem Kasernenviertel stammende Mitglieder des Regensburger Stadtrates:
- Stefan Christoph (Fraktionsvorsitzender von Bündnis 90/Die Grünen)
- Theresa Eberlein (Bündnis 90/Die Grünen)
- Daniel Gaittet (Bündnis 90/Die Grünen)
- Anna Hopfe (Bündnis 90/Die Grünen)
- Evelyn Kolbe-Stockert (SPD)

## Kultur und Sehenswürdigkeiten

### Theater
- Antoniushaus

### Bauwerke

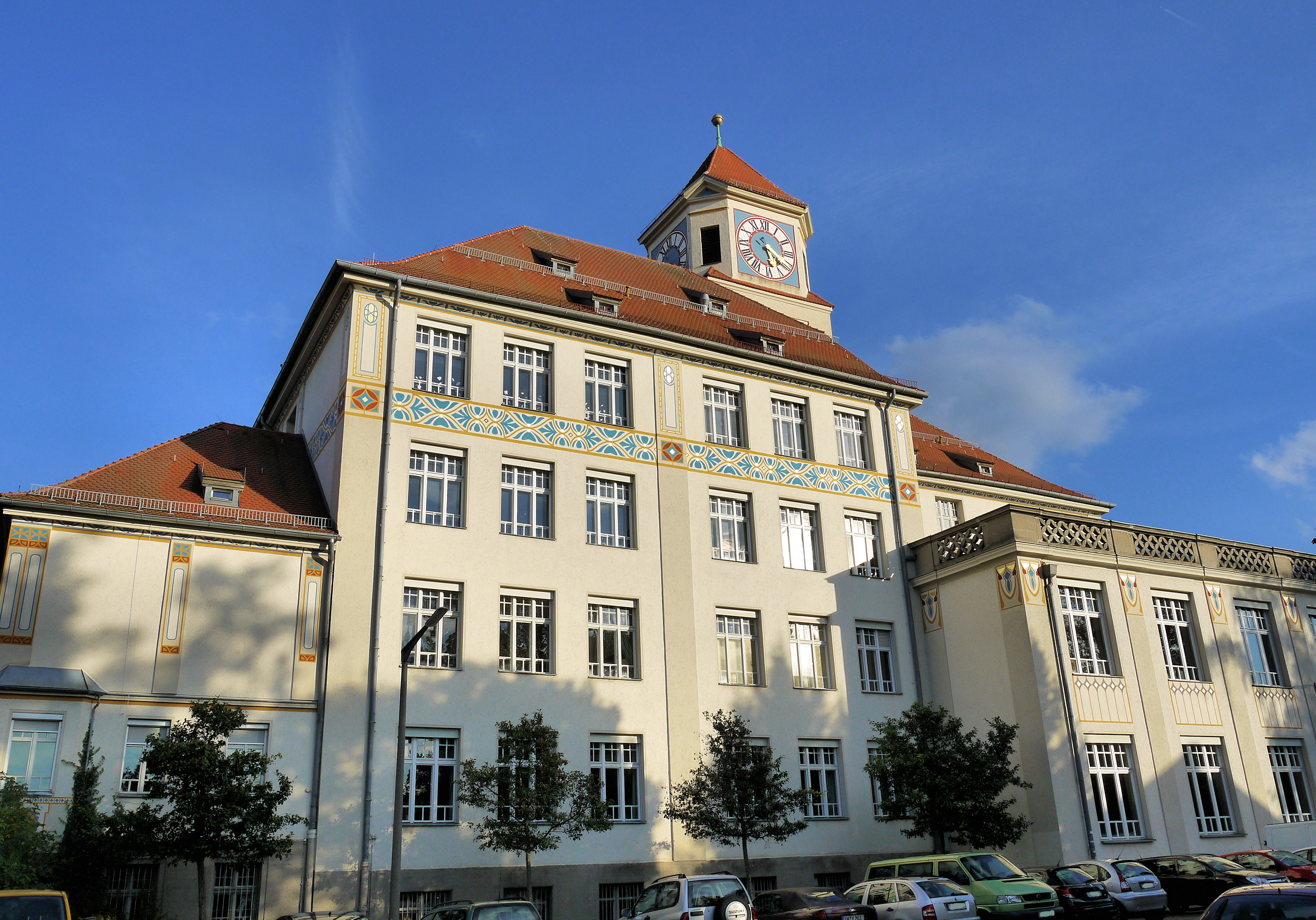
Pestalozzischule

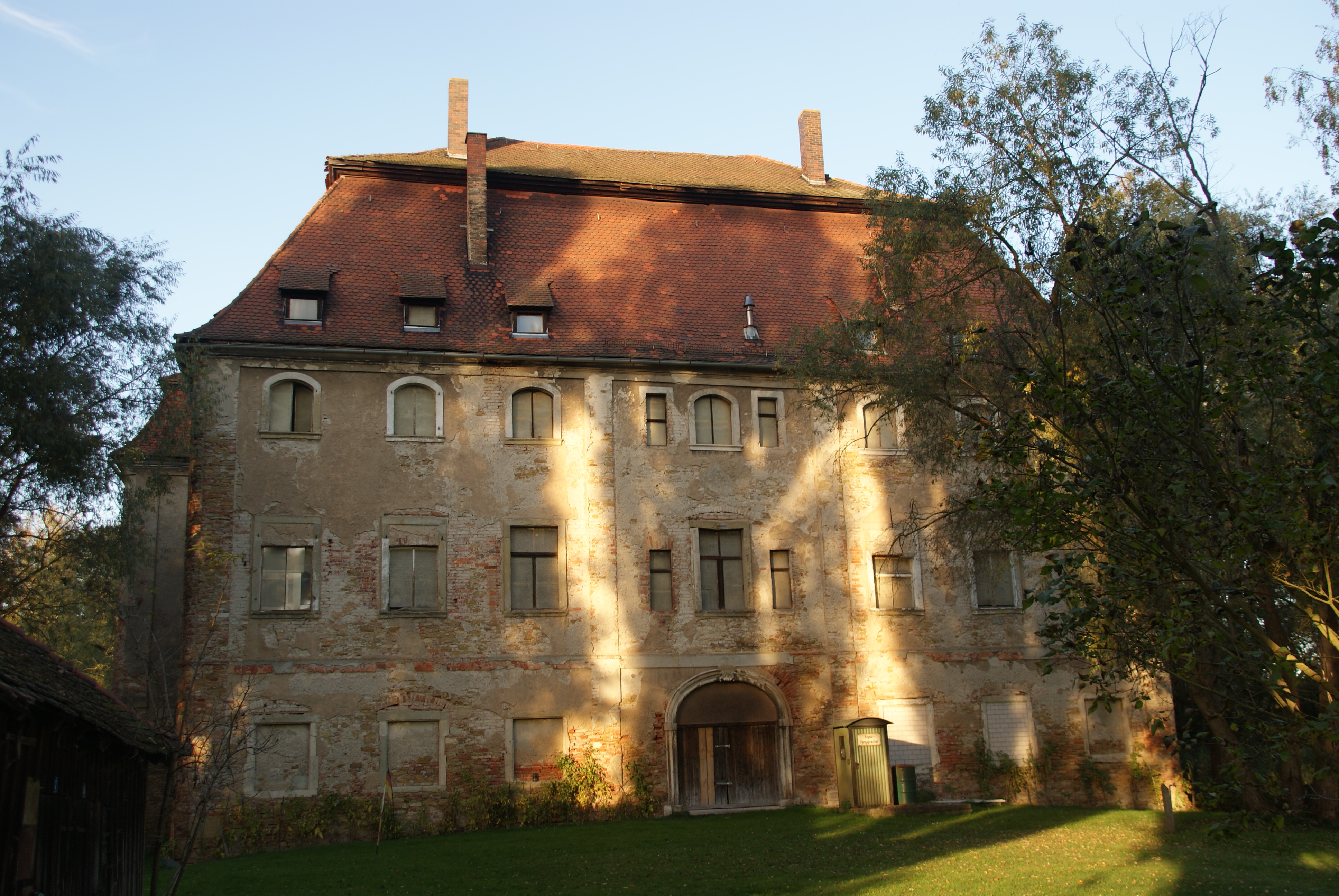
Schloss Pürkelgut

- Evangelische Pfarrkirche St. Matthäus
- Katholische Pfarrkirche St. Albertus Magnus
- Katholische Pfarrkirche St. Anton
- Pestalozzischule im Jugendstil
- Schloss Pürkelgut

### Parks
Auf dem Gelände des Exerzierplatzes der ehemaligen Infanteriekaserne befindet sich heute der Ostpark.

### Sport
- Städtische Sportanlage Alfons-Auer-Straße
- Kerschensteiner-Sporthalle
- Sportclub Regensburg e. V.
- Bezirkssportanlage Ost

### Regelmäßige Veranstaltungen
- Kasernenviertelfest
- Open-Air-Kino auf Schloss Pürkelgut

## Wirtschaft und Infrastruktur
Im südlichen Bereich des Kasernenviertels erstreckt sich entlang der Bundesautobahn 3 das Gewerbegebiet Bajuwarenstraße.

### Verkehr
Die Bundesstraße 15 (Landshuter Straße) durchquert den Stadtbezirk von Norden nach Süden und ist bei Burgweinting an die Bundesautobahn 3 (Regensburg – Passau) angeschlossen (Anschlussstelle 100b Regensburg-Burgweinting). Mehrere Buslinien des Regensburger Verkehrsverbundes (RVV), dessen Betriebshof sich zudem hier befindet, binden das Stadtviertel an den Hauptbahnhof und damit die Innenstadt an.

### Öffentliche Einrichtungen
- Die Autobahn GmbH des Bundes, Niederlassung Südbayern, Außenstelle Regensburg
- Bayerische Staatsforsten AöR
- Caritas-Krankenhaus St. Josef
- Eichamt Regensburg
- Karrierecenter der Bundeswehr Regensburg
- Kriminalpolizeiinspektion Regensburg
- Polizeipräsidium Oberpfalz
- Recyclinghof Regensburg
- Regierung der Oberpfalz: Regierungsaufnahmestelle für Asylbewerber
- Sozialgericht Regensburg
- Staatliches Bauamt Regensburg
- Stadtbücherei Regensburg: Zweigstelle Ost
- Unterer Katholischer Friedhof
- Verkehrspolizeiinspektion Regensburg
- Wasserwirtschaftsamt Regensburg
- Zentrum Bayern: Familie und Soziales – Region Oberpfalz

### Bildung

#### Kindergärten und -tagesstätten
- KiGa St. Albertus Magnus
- KiGa St. Matthäus
- KiGa St. Michael
- Städtische Kindertagesstätte Napoleonstein
- Katholischer Kindergarten St. Anton

#### Grundschulen
- Pestalozzi-Grundschule
- Grundschule am Napoleonstein

#### Mittelschulen
- Pestalozzi-Mittelschule

#### Förder- und Sonderschulen
- Sonderpädagogisches Förderzentrum an der Bajuwarenstraße

#### Berufliche Schulen
- Städtische Berufsschule I für Metall- und Elektrotechnik Regensburg
- Städtische Berufsschule II für Hauswirtschaft Regensburg
- Staatliche Fachoberschule Regensburg
- Staatliche Berufsoberschule für Technik und Sozialwesen
- Berufsfachschule für Krankenpflege des Caritasverbandes
- Private Berufsfachschule für Musik Music Academy

## Persönlichkeiten

### Persönlichkeiten, die vor Ort gewirkt haben
- Otto Schwerdt (1923–2007), Politiker
- Harald Grill (* 1951), Schriftsteller